# ويليام أوبراين (مدير فني)
ويليام أوبراين (بالإنجليزية: William O'Brien)‏ هو مدير فني أمريكي، ولد في 11 مارس 1923 في زيغلر في الولايات المتحدة، وتوفي في 1 ديسمبر 2000 في كاربوندال في الولايات المتحدة بسبب مرض آلزهايمر.